# Agios Konstantinos
Agios Konstantinos of Agios Konstantinos Attikis (Grieks: Άγιος Κωνσταντίνος of Άγιος Κωνσταντίνος Αττικής, Sint-Konstantijn) is een deelgemeente (dimotiki enotita) van de fusiegemeente (dimos) Lavreotiki, in de Griekse bestuurlijke regio (periferia) Attica. De plaats telt 687 inwoners.